# Leah O'Brien
Leah O'Brien, devenue Leah Amico-O'Brien après son mariage, née le 9 septembre 1974 à Garden Grove en Californie, est une joueuse de softball américaine. Triple championne universitaire et triple championne olympique en 1996 à Atlanta, en 2000 à Sydney et en 2004 à Athènes, elle évolue dans le champ extérieur.

## Biographie
Leah O'Brien commence le softball à l'âge de 6 ans. Après avoir obtenu une bourse universitaire pour jouer au softball pour les Wildcats de l'Arizona, elle remporte trois titres nationaux NCAA avec l'équipe universitaire.
En 1993, elle réalise le seul point et le seul coup sûr comme Lisa Fernandez en finale du championnat du monde universitaire. O'Brien débute avec l'équipe nationale américaine lors des rencontres qualificatives aux Jeux panaméricains en 1995 et la joueuse de champ extérieur s'illustre en frappant avec une moyenne de 51,3 % au bâton.
Elle est mariée à Tommy Amico et mère de trois fils nommés Jake, Drew et Luke. Elle est occasionnellement commentatrice pour ESPN.

## Palmarès
| Date | Compétition                      | Lieu           | Rang |
| ---- | -------------------------------- | -------------- | ---- |
| 1996 | Jeux olympiques de 1996          | Atlanta        | 1er  |
| 1998 | Championnat du monde de softball | Fujinomiya     | 1er  |
| 1999 | Jeux panaméricains               | Winnipeg       | 1er  |
| 2000 | Jeux olympiques de 2000          | Sydney         | 1er  |
| 2002 | Championnat du monde de softball | Saskatoon      | 1er  |
| 2003 | Jeux panaméricains               | Saint-Domingue | 1er  |
| 2004 | Jeux olympiques de 2004          | Athènes        | 1er  |